# Gare d'Accolay
La gare d'Accolay est une gare ferroviaire française de la ligne de Cravant - Bazarnes à Dracy-Saint-Loup, située sur le territoire de la commune d'Accolay , dans le département de l'Yonne, en région Bourgogne-Franche-Comté. 
Elle est fermée au service ferroviaire au début des années 2010.
C'est une ancienne halte voyageurs de la Société nationale des chemins de fer français (SNCF) desservie uniquement par des cars régionaux TER Bourgogne-Franche-Comté.

## Situation ferroviaire
Établie à 125 mètres d'altitude, la gare d'Accolay est située au point kilométrique (PK) 195,919 de la ligne de Cravant - Bazarnes à Dracy-Saint-Loup, entre les gares de Cravant - Bazarnes et de Vermenton.

## Service des voyageurs
Ancienne halte SNCF, elle est desservie par les cars TER Bourgogne-Franche-Comté de la ligne 14 (Autun - Avallon - Paris-Bercy).